# Chevrel-Phasen
Chevrel-Phasen sind chemische Verbindungen des Molybdäns mit der allgemeinen Form MxMo6Y8. Als Metall M sind dabei verschiedene Elemente wie Calcium, Strontium, Barium, Zinn(II), Blei(II), Gold oder Lanthanoide möglich. Das Gegenion Y ist immer ein Chalkogenid, entweder Schwefel, Selen oder Tellur. 
In Chevrel-Phasen liegen isolierte Molybdän-Oktaeder vor, die von den Chalkogenid-Atomen umgeben sind. Die Mo-Mo-Bindungsabstände sind dabei zwischen den einzelnen Clustern bei 327 pm, innerhalb bei 267–274 pm (jeweils für PbMo6S8)
Die bekannteste Chevrel-Phase ist PbMo6S8. Sie ist supraleitend und besitzt eine hohe kritische Feldstärke. Die Sprungtemperatur liegt bei 15 Kelvin mit einer kritischen Feldstärke von 60 Tesla.